# Антидемпінгове законодавство
Антиде́мпінгове законода́вство — національні та міжнародні правові норми і положення, спрямовані проти товарного демпінгу, тобто продажу товарів на зовнішніх ринках за цінами, нижчими від внутрішніх.
Основи А. з. зафіксовані у статті VI Генеральної угоди про тарифи і торгівлю (1947 р.) і в Міжнародному антидемпінговому пакті, прийнятому ГАТТ у 1967 р. Ці документи визначають поняття демпінгу та передбачають включення у національне законодавство параграфа про збитки у результаті демпінгу та порядок доведення цих збитків.